# Anna Karenina (film, 1927)
Anna Karenina (originaltitel: Love) är en amerikansk stumfilm från 1927 i regi av Edmund Goulding. Filmen baseras på romanen från 1877 av Lev Tolstoj. Filmen avvek dock en del från romanen och spelades in med två olika slut, ett lyckligt och ett olyckligt. Det lyckliga var för den amerikanska publiken. 1935 spelades historien in en andra gång, återigen med Greta Garbo i huvudrollen, under titeln Anna Karenina.

## Rollista (i urval)
- Greta Garbo – Anna Karenina
- John Gilbert – Kapten Greve Alexej Vronskij
- George Fawcett – Storherig
- Emily Fitzroy – Storhertiginnan
- Brandon Hurst – Senator Alexej Karenin
- Philippe De Lacy – Serjozja Karenin, son till Anna